# Cheilosia kuznetzovae
Cheilosia kuznetzovae är en tvåvingeart som beskrevs av Skufjin 1977. Cheilosia kuznetzovae ingår i släktet örtblomflugor, och familjen blomflugor. Inga underarter finns listade i Catalogue of Life.